# Нонаселенид октависмута
Нонаселени́д октави́смута — бинарное неорганическое соединение
селена и висмута
с формулой Bi8Se9,
кристаллы.

## Получение
- Сплавление стехиометрических количеств чистых веществ:

{\displaystyle {\mathsf {8Bi+9Se\ {\xrightarrow {T}}\ Bi_{8}Se_{9}}}}

## Физические свойства
Нонаселенид октависмута образует кристаллы
тригональной сингонии, пространственная группа R 3m, параметры ячейки a = 0,4222 нм, c = 9,71 нм, Z = 3
.
Соединение образуется по перитектической реакции.